# Song Sokze
Song Sokze, Song Sok-ze ou Seong Seok-je,  (성석제), né le 5 juillet 1960 à Sangju dans la province du Gyeongsangbuk-do en Corée du Sud, est un poète, romancier et peintre sud-coréen. 

## Biographie
Song Sokze est né le 5 juillet 1960 à Sangju dans la province du Gyeongsangdu Nord. Il a étudié le droit à l'université Yonsei à Séoul. Il a fait ses débuts littéraires en 1986 avec ses cinq premiers poèmes publiés dans le Munhak-sasang. En 1991, il publie un recueil de poésies avant de se consacrer à l'écriture de nouvelles, sorte de littérature "à mi-chemin entre le roman et la poésie" selon les propos de l'auteur. C'est à partir de 1993 qu'il abandonne son emploi pour se consacrer uniquement à l'écriture. En 1995, sa première nouvelle Les 4, 5 dernières secondes de ma vie (Nae insaeng-ui majimak 4, 5cho) est publiée dans le numéro d'été du Munhakdongne de 1995. 
En 2002, il remporte le Prix Dong-in pour Ainsi s'est exprimé Hwang Man-geun (Hwang man-geuneun ireotke malhaetda), et en 2004 le Prix de littérature contemporaine (Hyundae Munhak) pour Mon cher bel ami (Nae go-un beotnim).

## Œuvre
Ses récits mettent en scène des personnages ordinaires, parfois des marginaux, à qui Il donne un côté à la fois naïf et cultivé avant de les placer dans des situations incongrues de la vie quotidienne. Ses récits sont délibérément empreints d'humour, au point d'avoir été critiqués pour excès de dérision. 
L'Institut coréen de traduction littéraire (LTI of Korea) résume son œuvre de cette manière : 
Song Sokze est un conteur d'histoires au talent remarquable. Le côté familier que l'on retrouve dans les personnages de ses récits, même si ceux-ci paraissent parfois caricaturés, nous ramène à notre propre quotidien, aux gens que nous connaissons et que nous fréquentons. En examinant les tribulations du quotidien, il incorpore une touche d'humour aiguisée dans les soucis ordinaires de tout un chacun. Cette caractéristique se retrouve notamment dans son récit L'innocence (Sunjeong), dans lequel un jeune enfant dont on ne connaît pas les parents, renonce à l'affection des chiots pour finir par être un voleur expert avant que cette activité ne le mène à la ruine. Malgré la simplicité de ses trames narratives, il jongle habilement avec le mensonge et l'emphase, l'empathie, les rires et le pathétique pour délivrer un plaisir de lecture constant.